# Radionavigation

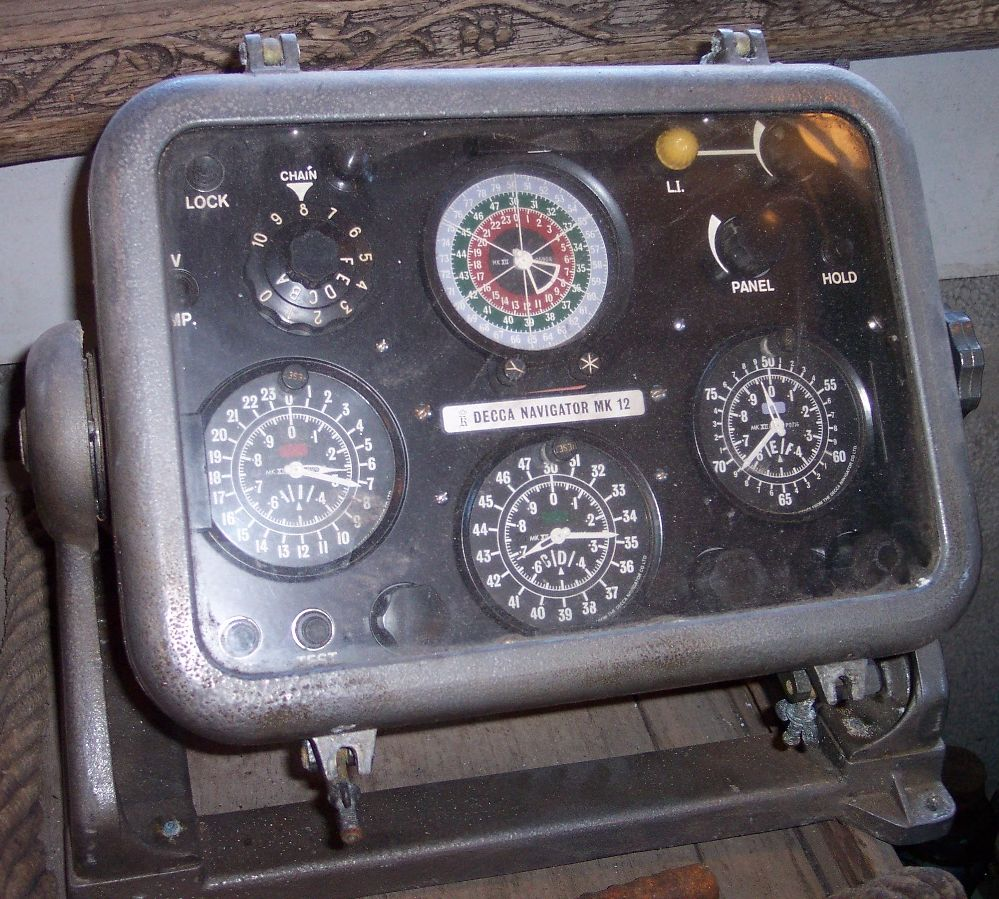
Mottagare för radionavigationssystemet Decca.

Radionavigation eller radionavigering är användande av radiosignaler för att bestämma var på jorden man befinner sig. 
Det första radionavigationssystemet var ett system för att avgöra riktningar. Genom att ställa in mottagningsfrekvensen på en viss radiostation och använda en antenn med stark riktningsverkan kunde man avgöra i vilken riktning radiostationens sändare låg (radiopejling). Detta system, som nära kusten ersatte astronomisk navigation, kunde användas dygnet runt och även när det var molnigt.
Genom att ta reda på riktningen till två stationer och pricka in dem på en karta kunde man räkna ut sin egen position som skärningspunkten mellan de motsatta riktningarna från radiostationernas positioner på kartan. I hyperbelnavigationssystem, såsom Decca och LORAN använde man skillnad i avstånd till synkroniserade radiofyrar (härledd ur fas- eller tidsskillnaden mellan signalerna) istället för riktningen.
Vissa radiofyrar har riktade sändare som sänder olika signal på vardera sidan om en viss linje, som då kan hittas och följas utan pejlutrustning, eller roterande riktad sändare, som ger godtycklig bäring utan pejlutrustning.
Sedan 1990-talet används i huvudsak satellitnavigering för de tillämpningar där radionavigation tidigare var vanligt. Radiofyrar används dock fortfarande inom flygtrafiken.

## Radionavigationssystem
- Lorenz, tyskt system från 1930-talet, för landning i mörker eller dålig sikt
- Decca, brittiskt system från 1940-talet, i bruk ungefär till sekelskiftet 2000
- GEE, brittiskt system från 1940-talet
- LORAN, amerikanskt system som vidareutvecklade GEE